# Otac Nebo
Otac Nebo je bog i personifikacija neba u mnogim mitologijama. Ponekad se poistovjećuje s bogom Sunca. Od tog vjerovanja odstupaju egipatska mitologija (gdje je nebo božica Nut) i šintoizam (gdje je vladarica neba božica Sunca Amaterasu).

## Otac Nebo u rimskoj, grčkoj i egipatskoj mitologiji
U grčkoj i rimskoj mitologiji bog Sunca i neba su povezani. Prvi bog neba kod Grka bio je Uran (zvjezdano nebo), sin i muž Geje, Majke Zemlje, brat Ponta, Mora i Planina. Uranov sin Titan Kron je kastrirao svog oca i tako ga pobijedio. Kronov sin Zeus je postao glavni grčki bog. Vladao je nebom i munjama. Žena mu je Hera. Zeus je smatran ljutim gromovnik, ali i dobrim bogom koji šalje kišu na žednu Zemlju. Njegov sin Apolon je bog Sunca, a dok je bio dijete, otac mu je dao "oštre Sunčeve strijele". Kod Rimljana, bog neba na početku vremena je Cel, muž Terre, rimske božice Zemlje. Celov unuk Jupiter je postao glavni bog, vladar neba, groma, munje i oluja. Jupiterov sin također nosi naziv Apolon, jer su Rimljani štovali glavne grčke bogove i božice pod svojim imenima. Iako je Nut bila nebo za Egipćane, a Geb Zemlja, postojao je i Horus, bog neba, lice neba, čije su oči Sunce i Mjesec. Nije neobično što je on ima glavu ptice sokola, jer ptice lete i predstavljaju nebo. Bog Sunca je Ra, s orlovom glavom. On je lebdio nad svijetom štiteći ga od opasnosti kaosa. Maori smatrju da je Otac Nebo bog Ranginui.

## Bog Otac
U kršćanstvu se Bog Otac može smatrati kršćanskim Ocem Nebom. Abraham je Boga nazivao nebeskim ocem, a to se koristi i u kršćanstvu. Pretpostavljalo se da Bog živi na nebu, a brda su mjesta susreta s njim. Tako su Izrelci smatrali da je planina Sinaj sveta, da je Božji hram. Tamo je Mojsije primio Deset zapovijedi. Mnogi su narodi smatrali da Otac Nebo prebiva visoko na nebu, ili na planini, pa su tako Grci smatrali da je Olimp sjedište Zeusa. Sin Boga Oca je Isus.